# An Csholhjok
An Csholhjok (hangul: 안철혁, handzsa: 安哲赫, RR: An Chol-hyok; Kanggje, 1987. június 27. –) észak-koreai válogatott labdarúgó.

## Pályafutása

### Klubcsapatban
2005 és 2013 között a Rimjongszu csapatában játszott. 

### A válogatottban
2005 és 2011 között 29 alkalommal játszott az észak-koreai válogatottban és 11 gólt szerzett Részt vett a 2010-es világbajnokságon, de egyetlen mérkőzésen sem lépett pályára. Tagja volt a 2011-es Ázsia-kupán szereplő válogatott keretének is.

#### Góljai a válogatottban
| #   | Dátum               | Helyszín           | Ellenfél                | Eredmény | Végeredmény | Kiírás                         |
| --- | ------------------- | ------------------ | ----------------------- | -------- | ----------- | ------------------------------ |
| 1.  | 2005. augusztus 17. | Manáma, Bahrein    | Bahrein                 | 3–2      | Gy          | 2006-os vb-selejtező           |
| 2.  | 2005. december 26.  | Phuket, Thaiföld   | Lettország              | 1–1      | D           | Barátságos                     |
| 3.  | 2007. június 24.    | Szingapúr          | Szingapúr               | 1–2      | V           | Barátságos                     |
| 4.  | 2007. június 28.    | Szingapúr          | Omán                    | 2–2      | D           | Barátságos                     |
| 5.  | 2007. december 24.  | Bangkok, Thaiföld  | Üzbegisztán             | 2–2      | D           | 2007-es Király-kupa            |
| 6.  | 2008. szeptember 6. | Abu-Dzabi, EAE     | Egyesült Arab Emírségek | 2–1      | Gy          | 2010-es vb-selejtező           |
| 7.  | 2009. augusztus 23. | Kaohsziung, Tajvan | Guam                    | 9–2      | Gy          | 2010-es kelet-ázsiai bajnokság |
| 8.  | 2009. augusztus 23. | Kaohsziung, Tajvan | Guam                    | 9–2      | Gy          | 2010-es kelet-ázsiai bajnokság |
| 9.  | 2009. augusztus 23. | Kaohsziung, Tajvan | Guam                    | 9–2      | Gy          | 2010-es kelet-ázsiai bajnokság |
| 10. | 2009. augusztus 23. | Kaohsziung, Tajvan | Guam                    | 9–2      | Gy          | 2010-es kelet-ázsiai bajnokság |
| 11. | 2011. január 4.     | Manáma, Bahrein    | Bahrein                 | 1–0      | Gy          | Barátságos                     |